# Nicanor Díaz Estrada
Nicanor Díaz Estrada (Talca, 1921-2003) fue un aviador chileno con rango de general de brigada aérea de la Fuerza Aérea de Chile (FACh), que se desempeñó como ministro del Trabajo y Previsión Social de su país, durante la dictadura militar del general Augusto Pinochet entre 1974 y 1976.

## Familia
Nació en la comuna chilena de  Talca en 1921, hijo de Nicanor Díaz Antuña y Encarnación Estrada Estrada, inmigrante española originaria de Asturias.
Se casó con la descendiente alemana, Berta Emilia von der Fecht Poblete, con quien tuvo tres hijas: Carmen, Mónica y Patricia.

## Unidad Popular y dictadura militar de Pinochet
Entre 1971 y 1972, ejerció como director de la Academia de Guerra Aérea. En la mañana del 11 de septiembre de 1973 se encontraba apostado en el Ministerio de Defensa Nacional y desde ese lugar ordenó la detención del propio ministro de Defensa Nacional, Orlando Letelier. En esa misma repartición ministerial fue detenido, horas después, el general de la Fuerza Aérea, Alberto Bachelet. Tras el éxito del golpe de Estado contra el presidente Salvador Allende, ese mismo día fue designado como subjefe del Estado Mayor Conjunto de las Fuerzas Armadas.
Durante el primer cambio de gabinete efectuado por la Junta Militar de Gobierno el 11 de julio de 1974, fue designado para asumir la titularidad del Ministerio del Trabajo y Previsión; responsabilidad que ocupó hasta el 8 de marzo de 1976. Bajo su gestión inició una política de "apertura" con dirigentes sindicales. A continuación, desempeñó puesto de jefe de la Dirección de Personal de la Fuerza Aérea.
En 1977 retornó al gobierno, siendo destinado como jefe del Estado Mayor de la Defensa Nacional; posición en la cual realizó varias gestiones relacionadas con el conflicto del Beagle. Se acogió a retiro de la FACh el 24 de julio de 1978, molesto producto de la destitución del general Gustavo Leigh de la Junta Militar.
Desde entonces adoptó una postura contraria al régimen de Pinochet, que lo condujo a votar por la opción "No" en el plebiscito nacional de 1988.
Falleció en junio de 2003.